# Надок
Надок — лес на севере Аштского района, в основном можжевельниковый. Здесь растут также тополи, ивы, арчовники, горного мирта, барбариса и других растений. Его площадь составляет более 5000 га. На юге расположено село Мулломир, на востоке — село Понгоз, на северо-западе государственная граница с Республикой Узбекистан. Источники расположенные в этом лесу являются истоками речек Мулломира. Ущеля на территории леса: Шарилак, Каранкул, Йесиркап, Алакусурок, Чарби, Андузли, Эшбойсо, Дилвайрон и др.
Надокский лес находится под охраной и уходом лесничества имени Нурулло Хувайдуллоева Аштского района.

## Источник
- Работник охраны окружающей среды Аштского района. (пайванди дастнорас)